# Nova Zagora
Nova Zagora (bugarski: Нова Загора) je grad u Bugarskoj s oko 26 000 stanovnika (grad), i oko 48 000 žitelja (općina u koju su uključena i 33 okolna sela). Grad se nalazi na jugoistoku Bugarske.

## Povijest
Kraj je naseljen već od neolita, tako da postoje brojna arheološka nalazišta, najpoznatije takvo nalazište je pored sela Karanovo. U gradskom muzeju izloženi su brojni nalazi iz lokalnih iskopina. Kraj oko Zagore je vrlo plodan, daje puno grožđa, suncokreta, mrkve i repe.
Nova Zagora se nalazi na glavnoj bugarskoj željezničkoj pruzi; Sofija-Plovdiv-Burgas. Pored grada ide i Autocesta Trakija (Sofija -Burgas). Nalazi se 35 km istočno od Stare Zagore i 30 km zapadno od Slivena, a dio je Oblasti Sliven.
Nova Zagora ima značajan broj manjinskog stanovništva, Roma i Turaka. Službeni brojevi govore da ih je oko 12%. Danas grad pati od velike nezaposlenosti (oko 23%), zbog čega se broj stanovnika smanjuje.
Klima u gradu je umjerena, prosječna zimska temperatura je 1.2 °C, a prosječna kolovoška temperatura je 23.5 °C.